# Wohn- und Geschäftshaus Lange Straße 51
Das Wohn- und Geschäftshaus Lange Straße 51, Ecke Kolkstraß, in Diepholz stammt wohl vom 19. Jahrhundert.
 Aktuell (2023) wird es als Café sowie durch Geschäfte und Wohnungen genutzt.
Das Gebäude steht unter Denkmalschutz (siehe auch Liste der Baudenkmale in Diepholz).

## Geschichte
Das zweigeschossige Eckgebäude in Fachwerk mit verschlämmten Ziegelausfachungen und profiliertem Rähm sowie mit Walmdach stammt wohl vom 19. Jahrhundert. Durch Umbauten wurden im Erdgeschoss große Schaufenster eingebaut

Anschließend nach Norden ein langgezogener eingeschossiger Fachwerkbau mit sichtbaren Ziegelausfachungen sowie mit Krüppelwalmdach mit außermittigem First und Schleppdach-Gaube sowie mit neueren Schaufenstern.
Das Landesdenkmalamt befand: „geschichtliche Bedeutung … aufgrund seiner städtebaulichen Bedeutung von prägendem Einfluss auf das Straßenbild“.